# 北陸学院幼稚園
北陸学院幼稚園（ほくりくがくいんようちえん）は、石川県金沢市三小牛町及び野々市市にある私立幼稚園である。

## 概要
- アメリカ人宣教師フランシナ・E・ポートルによって創設された私立幼稚園。現在第一幼稚園と扇が丘幼稚園の2園がある。かつては彦三幼稚園、ウィン幼稚園（旧名第二幼稚園）も開設していた。
- 第一幼稚園は日本に現存する最古の私立幼稚園である。
- 扇が丘幼稚園の敷地は広く、丸いドーム状の建物が立つ。
- かつて存在したウィン幼稚園は、トマス・ウィンが設計し自ら住んだ建物（金沢市指定の保存建造物）を利用していた。

## 沿革

### 経緯
北陸学院幼稚園は、1885年（明治18年）にアメリカ人宣教師メリー・K・ヘッセルが金沢女学校を創設した後、1886年（明治19年）にヘッセルとフランシナ・E・ポートルにより、英和幼稚園として設立された。

### 年表
- 1884年 - アメリカ人キリスト教宣教師メリー・K・ヘッセルによる私塾が開学する。
- 1886年 - フランシナ・E・ポートルにより英和小学校とともに英和幼稚園が開園。
- 1900年 - 金沢女学校を北陸女学校に名称変更。
- 1912年 - 英和幼稚園を北陸女学校附属幼稚園に名称変更。
- 1948年 - 財団法人北陸学院に名称変更。北陸女学校附属幼稚園を北陸学院幼稚園に名称変更。
- 1950年 - 北陸学院保育短期大学が開学。
- 1953年 - 北陸学院幼稚園を北陸学院保育短期大学附属第一幼稚園に名称変更。保育短期大学附属第二幼稚園（ウィン館）を開園。
- 1954年 - 保育短期大学附属彦三幼稚園を開園。ナースリースクールを併設。
- 1963年 - 北陸学院保育短期大学を北陸学院短期大学に名称変更。
- 1977年 - 金沢工業大学付属扇が丘幼稚園の移管を受けて、短期大学附属扇が丘幼稚園が野々市町本町で開園。
- 1992年 - 短期大学附属彦三幼稚園が閉園、第一幼稚園が金沢市三小牛町に移転。
- 1993年 - 短期大学附属第二幼稚園を短期大学附属ウィン幼稚園に名称変更。
- 2007年 - 短期大学附属ウィン幼稚園を短期大学附属第一幼稚園に統合。
- 2008年 - 北陸学院短期大学附属第一幼稚園を北陸学院第一幼稚園に名称変更。北陸学院短期大学附属扇が丘稚園を北陸学院扇が丘幼稚園に名称変更。
- 2026年 - 北陸学院第一幼稚園と北陸学院扇が丘幼稚園を統合予定[1]。

## 教育目標
幼児の健やかな心身の成長発達を願い、キリスト教の精神による人格教育を目指す。

## 交通アクセス
- 第一幼稚園
  - 金沢駅より北鉄バス（北陸学院大学行き）「北陸学院大学」バス停下車